# 三野郷
三野郷（みのごう）は、大阪府八尾市、東大阪市の旧地域名。東大阪市においては概ね東大阪市立花園中学校の学区にあたる。本項では概ね同地域にあった中河内郡三野郷村（みのごうむら）についても述べる。
概ね八尾市福万寺町、福万寺町北、福万寺町南、上之島町北、上之島町南、福栄町、上尾町、東大阪市花園西町、花園本町、花園東町、玉串町西、玉串元町、玉串町東の各町丁に相当する。
旧村域が南北に長く、自治体成立以前は市場、福万寺、上之島、玉井新田の4か村があった。市場村はさらに花園と玉串の集落に分かれていた。市場村、玉井新田は岩田村（→玉川町）や吉田村（→英田村）との結びつきが強く、福万寺村、上之島村は八尾中野村（→八尾町）や万願寺村（→高安村）との結びつきが強かった。そのため、他の市町村との合併時に市場村、玉井新田は河内市となり、福万寺地区、上之島地区が八尾市と合併した。
現在の行政における地域区分では、東大阪市においては旧河内市に相当する中部、八尾市においては山本地域に含まれ、三野郷の名が用いられることはない。

## 歴史

### 近代以前
（日本 > 畿内 > 河内国 > 河内郡 > 市場村、福万寺村、上之島村）

（日本 > 畿内 > 河内国 > 若江郡 > 玉井新田）

古代においては、河内の豪族で、渋川郡、若江郡、河内郡、高安郡の広範囲を支配していた美努連（三野縣主）の本拠地であった。三野縣主は大和朝廷に属する下級組織とされ、朝廷の使者として唐や新羅など諸外国との交流を行った。
中世には宇治平等院が支配する荘園となり、玉櫛庄とよばれた。
江戸時代には狭山藩をはじめ、いくつかの所領に分かれ支配された。1704年に大和川の川違えが行われて玉櫛川跡地は玉井新田として開発された。

### 近代以降
（日本 > 大阪府 > 中河内郡 > 三野郷村）
- 1889年4月1日に各村が合併して三野郷村が成立。
- 1955年1月15日に玉川町、盾津町、英田村、若江村と合併して河内市の一地域となり、中河内郡を離脱。
- 1955年2月1日に福万寺地区、上之島地区が分かれて八尾市と合併。

## 地理・交通
地域内は概ね平坦である。西を玉串川が南から北へ流れ、中央部の第二寝屋川に合流する。第二寝屋川は上流の恩智川、下流の寝屋川の治水対策として昭和40年代に新たに開削され、三野郷地域を完全に二分してしまい、現在は東大阪市と八尾市の境界となっている。玉串川はここで途切れるが、かつてはさらに北へ旧村域を縦断していた。八尾市域の東側を恩智川が流れ、福万寺地区北東部から第二寝屋川が分岐している。
かつてこの辺りは農業地であったが、現在は東大阪市域は概ね住宅地、八尾市域は住宅地、工業地、農地が混在している。
地区内に鉄道は無く、花園本町の北すぐに近鉄奈良線の河内花園駅が、花園東町の北すぐに東花園駅がある。両駅は吉田1丁目、5丁目（旧吉田村→旧英田町）所在。
道路は主要地方道が東西に府道大阪東大阪線が、南北に府道八尾茨木線が通っている。八尾茨木線は旧花園集落内を通り、幅員の狭い一方通行のある事実上の生活道路である。
山本駅前 - 花園駅前間を結んでいる近鉄バスが地域内を縦断する形で通り、市境付近にその名を冠した三野郷バス停が存在する。山本駅前 - 東花園駅前（2019年10月までは瓢箪山駅前）間を運行するバスが上之島、上尾町地区を通り、こちらは概ね20分間隔で運行されている。

## 地域

### 東大阪市域

#### 花園本町、花園東町、花園西町
旧市場村の北側および玉井新田の北側にあたり、旧花園集落がある地域。北側は近鉄奈良線を挟んで吉田地区と接し、南側は津原神社の参道を経て玉串地区と接する。それらを結ぶ旧い道のりが現在の府道八尾茨木線にあたる。
主な施設、旧跡
（花園本町1,2丁目）
- 東大阪市立花園北小学校
- 東大阪市立花園小学校
- 津原神社

（花園東町1 - 3丁目）
- 大阪府立花園高等学校

（花園西町1,2丁目）
- 東大阪市立花園中学校

#### 玉串元町、玉串町東、玉串町西
旧市場村の南側および玉井新田の南側にあたり、旧玉串集落がある地域。玉串元町は第二寝屋川を越えて八尾市内に食い込む形となっており、山本町北地区と接する。町名の読み方は「たまくし」「たまぐし」と二通りあり、現地の看板・標識によっても表記のゆれが見られるが、正しくは「たまくし」である。
主な施設、旧跡
（玉串元町1,2丁目）
- 東大阪玉串元町郵便局
- 玉串元町団地

（玉串町東1 - 3丁目）
- ライフ玉串店

（玉串町西1 - 3丁目）
- 東大阪市立花園中学校
- 東大阪市立玉串小学校
- 玉串西団地

### 八尾市域

#### 福万寺町、福万寺町北、福万寺町南
旧福万寺村だった地域。かつての十三峠越えが地域内を東西に通る。
主な施設、旧跡
（福万寺町1 - 8丁目）
- 八尾市立北山本小学校
- 三十八神社

（福万寺町北1 - 3丁目）
- 福万寺町運動市民広場・恩智川治水緑地

（福万寺町南1 - 6丁目）

#### 上之島町北、上之島町南
旧上之島村だった地域であり、美努連の氏神である御野縣主神社がある。上之島町南あたりは近鉄大阪線河内山本駅の徒歩圏となる。
主な施設、旧跡
（上之島町北1 - 6丁目）
- 八尾市立上之島小学校

（上之島町南1 - 7丁目）
- 大阪府立八尾支援学校
- 八尾市立上之島中学校
- 御野縣主神社
- 八尾上之島郵便局

#### 福栄町、上尾町
旧福万寺村・上之島村の東にあたり、かつては集落の無かった地域である。戦後に区画整理され、住宅地、工業地として発展していった。福栄町は農地が多く残り、上尾町は南側が住宅地、北側は住宅地、工業地、農地が混在する。
主な施設、旧跡
（福栄町1 - 4丁目）
（上尾町1 - 9丁目）
- 市立屋内プール
- 大阪市環境局八尾工場
- 八尾市立衛生処理場